# 拉雪兹神父公墓
拉雪兹神父公墓（法語：Cimetière du Père-Lachaise，法語發音：[simtjɛʁ dy pɛʁ laʃɛːz]，意指「东公墓」）是法國巴黎市區内最大的墓地，位于巴黎第20区，面积超過43萬平方米[1]。它是巴黎第一個園林公墓。也是巴黎第一個市政公墓。比此墓園面積更大的墓地，都位於巴黎郊外。
拉雪兹神父公墓是世界上最著名的墓地之一。在这里安葬过去200年中为法国做出贡献的名人，每年吸引数十万来访者。它也是五场大战争的纪念地。
巴黎地鐵2號線的腓力二世站下車可到達墓地的正门。2號线和3號線交會的同名車站拉雪茲神父站則為后门。

## 历史

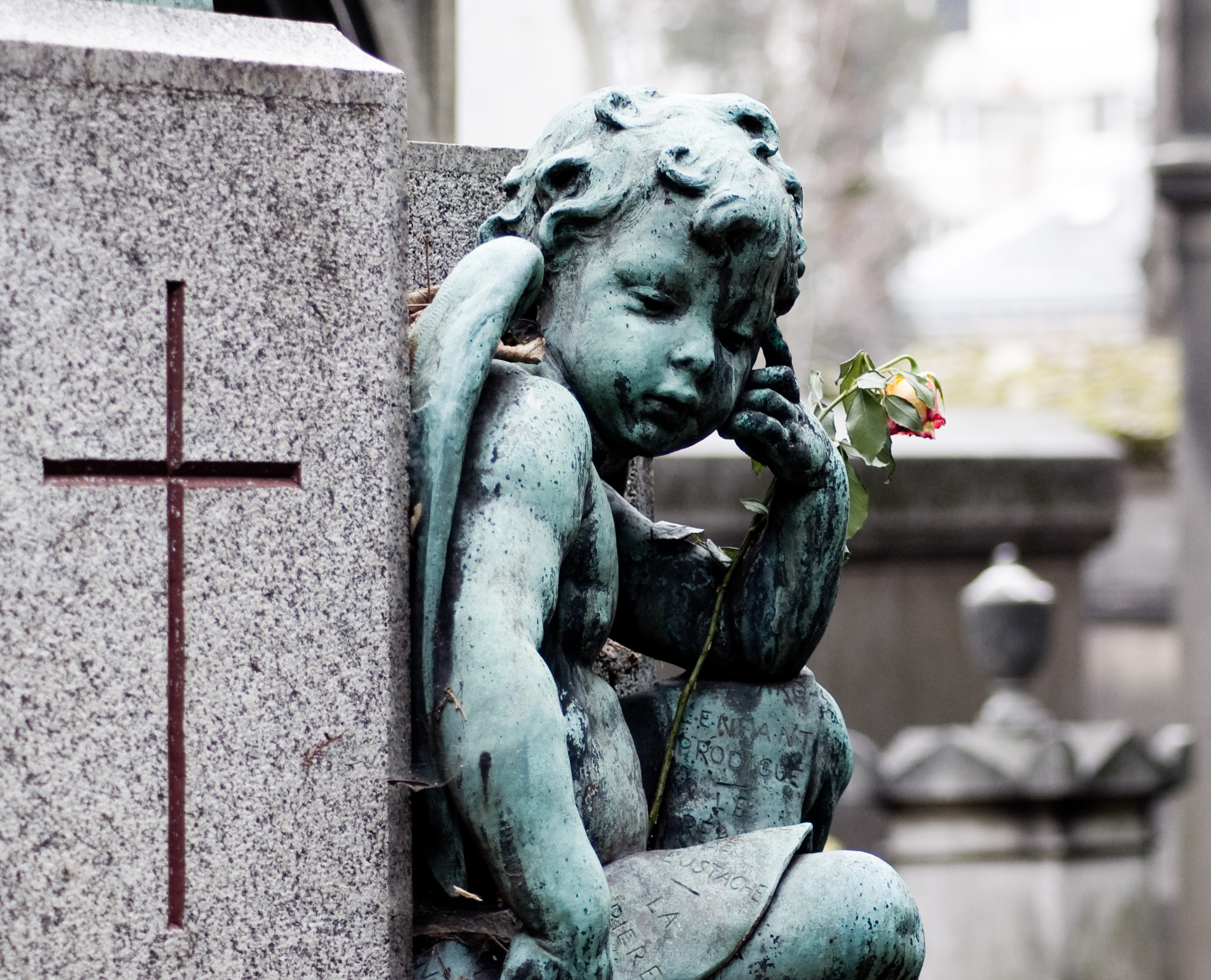
拉雪兹神父公墓的无名墓

拉雪兹神父公墓的名字来源于路易十四的忏悔神父，他所住的房子是1682年耶稣会在过去一座小教堂的位置上重建的。1804年巴黎市买下了这个地方，将它改建为公墓。
拿破仑·波拿巴开设了这个公墓。从1786年开始巴黎市内不许设立墓地，因为当时市内的墓地导致疾病的传染。因此在当时的市外设立了数个新的公墓来取代过去市内的公墓。
拉雪兹神父公墓开设后由于它离当时的市区比较远，因此很少有人愿意用它。为了改变这个情况，市政府采取了一个大的宣传运动。1804年让·德·拉封丹和莫里哀的遗体在一次盛大仪式中被改葬到拉雪兹神父公墓。1817年彼得·阿伯拉和爱洛依丝的墓也在盛大仪式中被迁到这里。这个宣传运动获得了其希望达到的效果。许多人希望与著名的市民葬在一起。历史纪录表明在数年内拉雪兹神父公墓的永久墓葬就从十多个增加到了3.3万个。今天这里葬有30多万人，更多被火葬的人的骨灰陈列在骨灰安置所内。
巴黎公社社员墙也位于拉雪兹神父公墓内，1871年5月28日巴黎公社的最后147名社员在这里被杀。

## 葬在此地的名人

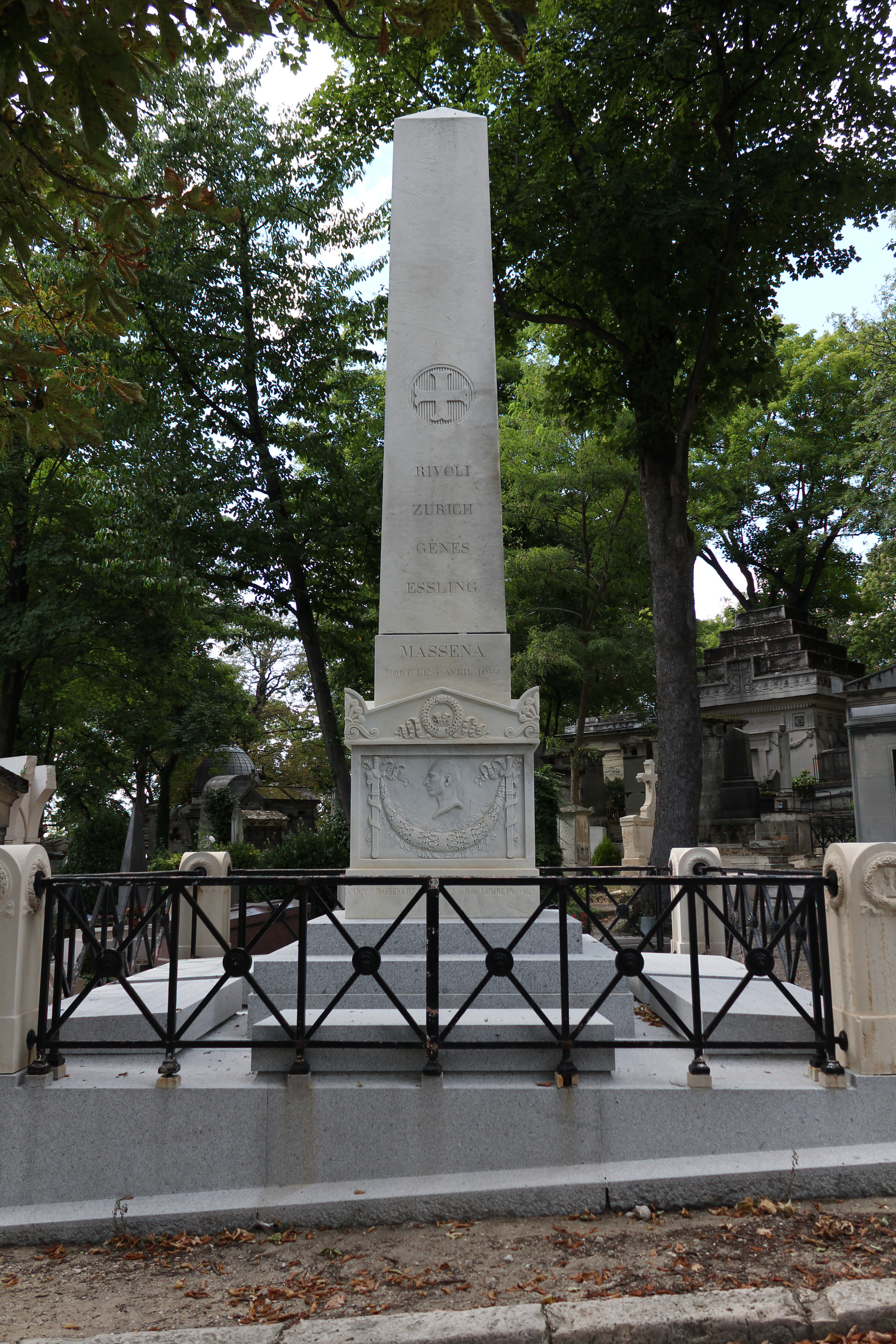
帝國元帥安德烈·馬塞納的墓碑，上面雕刻著他的四場著名戰役：
里沃利戰役、蘇黎世戰役、熱那亞圍城戰、埃斯灵戰役

### 軍事界
- 安德烈·马塞纳，法國帝國元帥、埃斯靈親王
- 路易·尼古拉·达武，法國帝國元帥、埃克米爾親王
- 洛朗·古维翁-圣西尔，法國帝國元帥、古維翁-聖西爾侯爵
- 路易·加布里埃爾·絮歇，法國帝國元帥、阿爾布費拉公爵
- 克洛德·維克托-佩蘭，法國帝國元帥、貝盧諾公爵
- 米歇尔·内伊，法國帝國元帥、莫斯科親王
- 艾蒂安·麥克唐納，法國帝國元帥、塔蘭托公爵
- 埃馬紐埃爾·德·格魯希，法國帝國元帥、格魯希侯爵
- 愛德華·莫爾捷，法國帝國元帥、特雷維索公爵
- 皮埃爾·奧熱羅，法國帝國元帥、朗世寧公爵
- 弗朗索瓦·約瑟夫·勒菲弗，法國帝國元帥、但澤公爵
- 讓-馬蒂厄-菲利貝爾·塞律里埃，法國帝國元帥、塞律里埃伯爵
- 弗朗索瓦·克里斯托夫·克勒曼，法國帝國元帥、瓦爾密公爵
- 卡特林-多米尼克·德·佩里尼翁，法國帝國元帥、格勒納德侯爵
- 若阿尚·繆拉，法國帝國元帥、那不勒斯國王
- 艾蒂安·德·南蘇蒂，法國騎兵將軍、南蘇蒂伯爵
- 菲利浦·安托萬·奧拉諾，法國元帥、奧拉諾伯爵
- 克洛德·德·舒瓦瑟尔（英语：Claude de Choiseul, Marquis of Francières），法國元帥、弗朗西埃侯爵
- 夏爾·安托萬·莫朗，法國將軍、莫朗伯爵

### 政治界
- 菲利·福爾，法國總統
- 保尔·拉法格，馬克思主義活动家、法國工人党創始人之一
- 欧仁·鲍狄埃，巴黎公社委员、诗人
- 内斯托尔·马赫诺，乌克兰无政府主义革命家，乌克兰革命起义军创始人之一
- 埃内斯特·曼德尔，第四国际领导人
- 阮廷順，越南共和國政治人物

### 文學界
- 孔苏埃洛·德圣埃克絮佩里（英语：Consuelo de Saint-Exupéry），萨尔瓦多作家，安托万·德圣埃克絮佩里的夫人
- 奥诺雷·德·巴尔扎克，作家
- 萨迪克·希达亚特（英语：Sadegh Hedayat），作家
- 馬塞爾·普魯斯特，作家
- 奥斯卡·王尔德，作家
- 米格爾·安赫爾·阿斯圖里亞斯，作家
- 維利耶·德·利爾-亞當，作家

### 音樂界
- 瑪麗亞·卡拉絲，歌剧女高音
- 弗雷德里克·肖邦，作曲家
- 乔治·比才，作曲家
- 乔治·埃内斯库，音乐家
- 吉姆·莫里森，歌手
- 艾迪特·皮雅芙，歌手
- 焦阿基诺·罗西尼，作曲家
- 路易吉·凱魯比尼，作曲家，巴黎音樂學院前院長
- 埃米尔·瓦尔德退费尔，作曲家

### 學術界
- 克劳德·贝尔纳，生理学家
- 约瑟夫·路易·盖-吕萨克，化学家
- 查尔斯·梅西耶，天文学家
- 圣西门，哲学家和经济学家
- 弗朗索瓦·阿拉戈，天文學家
- 約瑟夫·傅立葉，數學家

### 艺术界
- 陈箴，旅法中国藝術家
- 雅克-路易·大卫，画家
- 欧仁·德拉克罗瓦，画家
- 泰奧多爾·傑利柯，画家
- 阿梅代奥·莫迪里阿尼，画家
- 卡米耶·畢沙羅，画家
- 托馬·庫蒂爾，畫家
- 汉斯·贝尔默，超現實主義藝術家

### 演藝界
- 馬歇·馬叟，默劇演員
- 艾莎道拉·鄧肯，舞蹈家
- 莎拉·伯恩哈特，演員
- 安妮·姬拉鐸，女演員

### 其他
- 阿朗·卡尔代克，通灵术发明家
- 乔治·梅里爱，魔術師以及電影製片人
- 艾丽斯·托克拉斯（英语：Alice B. Toklas），前衛家